# Дева Мария Богородица (Бургас)
„Дева Мария Богородица“ е християнска църква в Бургас, България, част от Софийско-пловдивската епархия на Римокатолическата църква. Църквата е енорийски храм.

## История на енорията
Католиците се появяват в Бургас през 40-те години на ХIХ в., когато започва икономическият възход на пристанищния град. В началото това са чужденци, предимно италианци, французи, австрийци. Първоначално техните религиозни потребности се обслужват от приходящи свещеници от Варна. Енорията е основана през 1857 г. като част от Трапезундския викариат на капуцините с постоянен свещеник. Две години по-късно с дарения на местни жители е купен терен за църква, но до Освобождението строителството така и не започва. В началото на 60-те години на ХIХ век католиците в Бургас наброяват 46 души. От това време датират и първите смесени бракове на чужденци с българки, което поставя началото на процеса на обългаряване на Бургаската католическа енория.
През 1883 г. тя влиза в състава на Софийско-пловдивската епархия. След тази административна промяна първият енорийски свещеник е българин – отец Иван Спасов от католическото село Балтаждии. През 1918 г. католиците в енорията наброяват около 250. Енорист е капуцинът отец Йероним Яреков.
На 22 февруари 1927 г. епископ Винкенти Пеев със специален декрет обявява енорията юридически с всички права и задължения, с които притежава църковната общност в Католическа църква. През юни 1927 г. тя е наброявала 137 души.
През 1929 г. за енорийски свещеник е назначен отец Антон Йовчев – капуцин, роден в село Балтаждии през 1876 г. По негово време са съборени стария дом и старата църква и са построени нови. Новият енорийски дом е завършен през 1935 г. Отец Антон Йовчев служи в енорията до неговата смърт през 1943 г.
От 1983 г. до 1999 г. енорист в двете католически енории в Бургас – „Успение Богородично“ и „Дева Мария Богородица“ е Купен Михайлов.
След 21-годишно отсъствие капуцинските монаси се завръщат в енорията на 15 август 2004 г.

## История на храма
През 1859 г. по инициатива на отец Дамян от Аврито е закупено място за католическа църква в Бургас и енорийски дом със средства на частни дарители чужденци. След покупката, са направени постъпки пред турската власт за узаконяване на собствеността. Ферманът, с който султанът разрешавал да бъде построена Католическа църква в Бургас е с дата 26 юли 1859 г. В него се дава съгласие да се построи църква за моряците на търговските кораби, които идват в пристанището.
На 8 август 1859 г. монсеньор Филип от Болоня, Апостолически префект, капуцин от Трапезунд, положил основния камък на енорийски дом и на църквата в Бургас. Поради липса на средства преди Освобождението е построено само жилището на свещеника. Първият католически храм в енорията е построен през 1888 г.
По време на пастирско посещение в Бургас на епископ Винкенти Пеев на 30 април 1934 г. е взето решени за построяване на нова църква. Основният камък на новата католическа църква в Бургас е положен през май 1936 г. Планът на новата сграда е изработен от бургаския арх. Светослав Славов. Архитектурата на храма е от типа еднокорабна и едноапсидна базилика. Църквата е завършена под ръководството на Пенчо Христов от Габрово през 1937 г. и осветена на 12 септември същата година от епископ Винкенти Пеев.
Храмов празник – 8 септември.

## Галерия
- Фасада
- 1981 г.
- 2011 г.